# Zwaard van Linschoten
Het zwaard van Linschoten is een kortzwaard uit de vroege 11e eeuw, dat in maart 2024 is opgegraven tijdens werk aan de beschoeiing van de Korte Linschoten. Het zwaard is tweesnijdend en heeft een lengte van 1 meter en weegt 840 gram. De pareerstang is 17 cm breed. Bij de vondst zaten nog stukjes hout en leer aan het handvat. Het zwaard is in goede staat en lag mogelijk diep in het dijklichaam van de Korte Linschoten, waardoor het niet in aanraking kwam met zuurstof en niet ging roesten.
Het zwaard heeft incrustaties aan beide zijden van het lemmet. Het zijn ingelegde symbolen van dunne strookjes brons. 
Het ene symbool is een zonnerad, bestaande uit een cirkel met een kruis erin. Aan de andere zijde van het zwaard zit een eveneens ingelegd knopenpatroon van vijf vierkanten, binnen een cirkel. Het symbool, bekend van de Vikingen, zou bescherming bieden en staan voor de kracht van vriendschap en loyaliteit.
Het zwaard kan echter ook een Frankische oorsprong hebben, net zoals het zwaard van Woerden.
Landgoed Linschoten is samen met de gemeente Montfoort eigenaar van het zwaard.